# John R. Dilworth
Jonathan „John” R(obert) Dilworth (n. 14 februarie 1963, New York City, New York, Statele Unite ale Americii) este un animator american. Este cel mai bine cunoscut ca fiind producătorul, regizorul și creatorul seriei animate de televiziune Curaj, câinele cel fricos.

## Producții
- Pierre (1985)
- The Limited Bird (1989)
- When Lilly Laney Moved In (1991)
- Psyched For Snuppa (1992)
- Dirdy Birdy (1993)
- Smart Talk with Raisin (1993) (A apărut pe MTV Liquid Television)
- Angry Cabaret (1994)
- Găina din alt univers (1995) (Cartoon Network)
- Noodles And Nedd (1996)
- Ace And Avery (1998)
- Hector The Get-Over Cat (1998)
- Catch Of The Day (cu Noodles și Nedd) (2000)
- Curaj, câinele cel fricos (serie) (1999-2003)
- The Mousochist (2001)
- Life In Transition (2005)
- Garlic Boy (2008)
- Rinky Dink (2009)
- Bunny Bashing (2011)
- The Fog of Courage (2014)